# 田付辰子
田付辰子（たつけ　たつこ、1899年6月15日－1957年9月18日）は、外交官、翻訳家。
外交官田付七太の娘。3歳のとき両親とフランスに行き18歳までパリで暮し、ソルボンヌ大学卒。外務省情報文化局事務官となる。1954年吉田茂首相の外遊に随行、日仏児童作品の交換、松方コレクションの返還交渉に当たった。同年パリ名誉市民となり、その年の第5回NHK紅白歌合戦では審査員を務めた。著作・翻訳では「たつ子」表記を用いた。

## 著書
- 『パリの甃』読売新聞社、1955年。 NCID BN05225717。[1][2]
- 『パリの雀(モアノ)』大日本雄弁会講談社〈ミリオンブックス〉、1956年。 NCID BN14140590。 ―『パリの雀』他4篇[2]。
- 『パリの俄雨 : ジブレ』大日本雄弁会講談社〈ミリオンブックス〉、1957年。 NCID BN14139999。[2]
- 『パリの残雪』大日本雄弁会講談社〈ミリオンブックス〉、1957年。 NCID BN15269457。

## 翻訳
- シャルル・ヴィルドラック『ライオンのめがね』10号、和田義三 [絵]（中型版）、新潮社〈世界の絵本〉、1951年。 NCID BA39957645。[3][4][5][6][7]
- ―――――『小山羊のアマドー』6号、脇田和 [絵]、中央公論社〈ともだち・シリーズ〉、1952年。
- ルネ・ギヨ『象の王子』15号、中央公論社〈ともだち・シリーズ〉、1953年。 NCID BA88398266。― ルネ・ギヨ （英語版）
- ジョルジュ・デュアメル『希望号の人々 : 原子時代の物語』大日本雄弁会講談社〈ミリオンブックス〉、1956年。 NCID BN15434010。
- ミシエル・ブトロン [Boutron, Michel]『灰色の真実』村山書店、1957年。 NCID BA47742167。